# برکاه
برکاه (به لاتین: Barkah) یک منطقهٔ مسکونی در افغانستان است که در ولایت بغلان واقع شده‌است.